# Gulumbu Yunupingu
Gulumbu Yunupingu (c. 1943-10 de mayo de 2012) fue una artista aborigen australiana y líder de las mujeres del pueblo Yolngu de la Tierra de Arnhem, en el Territorio del Norte de Australia.
Nacido en Gunyungarra, Territorio del Norte, Yunupingu era una miembro del clan Gumatj y hablaba el idioma Gumatj. Ella fue la hermana del líder aborigen Galarrwuy Yunupingu y Mandawuy Yunupingu, el cantante de la banda de rock Yothu Yindi.
Su arte ha sido ampliamente exhibido en todo el mundo, y fue la exposición de apertura con $ 370.000.000 de restauracsión en el Museo Quai Branly en París. Su trabajo también se exhibe en la Galería Nacional de Australia y ha ganado muchos premios por su trabajo. En 2004 ganó el Premio National Aboriginal & Torres Strait Islander Art Número 21 por un artículo titulado Garak, The Universe, que consta de tres polos conmemorativos, decoradas en su propio estilo, que combina diseños tradicionales Yolngu con su propia interpretación moderna. En 2012, una pintura sobre madera titulada Garrurru (Sail), con un peso de una tonelada y mide siete por tres metros, se instaló en la Universidad Nacional de Australia.
Murió el 10 de mayo de 2012.